# ALL OFF
ALL OFF（オール・オフ）は、男性5人によって構成される日本のオルタナティブ・ロックバンド。

## メンバー
- 松浦 奏平（まつうら そうへい / Sohei Matsuura） - ボーカル
  - カリフォルニア育ち。
- 内藤 祐貴夫（ないとう ゆきお / Yukio Naito） - ギター
- 畑島 岳（はたしま がく / Gaku Hatashima） - ギター
- 越本 兼瑛（こしもと かねあき / Kaneaki Koshimoto） - ベース
- 大槻 真一（おおつき しんいち / Shinichi Otsuki） - ドラムス

## 来歴
- 2004年
  - 3月、高校の同級生4人によって結成。
  - 6月、渋谷club asiaにて友人と企画したイベントでライブデビュー。
- 2005年、MTV Dream Stageレギュラー出演、MTV Rocks Live出演。
- 2007年
  - 12月1日、自主制作アルバム『ALL OFF EP』をリリース。
  - オリジナルメンバー2人が脱退。
- 2008年
  - 1月、越本兼瑛（ベース）が加入。
  - 6月、大槻真一（ドラムス）が加入。
  - 12月、COUNTDOWN JAPAN 08/09に出演。
- 2009年
  - 6月、ロッキング・オン傘下のレーベル、JACKMAN RECORDSと契約。
  - 8月、5人目のメンバーとして畑島岳（ギター）が加入。
- 2010年6月2日、JACKMAN RECORDSより、アルバム『From Midnight To Sunshine』をリリース。
- 2011年10月15日、自主制作シングル『Giving You Up / Out OF Misery』をリリース。
- 2012年8月1日、No Big Deal Recordsより、アルバム『Start Breathing』をリリース。
- 2013年6月19日、No Big Deal Recordsより、アルバム『Follow Your Heart』をリリース。
- 2015年11月4日、メジャーデビュー。WARNER BROS. HOME ENTERTAINMENTよりデビューシングル『One More Chance!!』（TVアニメ 『ヘヴィーオブジェクト』主題歌）をリリース。
- 2016年2月10日、2枚目のメジャーシングルとして『Never Gave Up』をリリース。『One More Chance!!』に続き、TVアニメ『ヘヴィーオブジェクト』の2クール目の主題歌として採用された。
- 2017年5月24日、無期限の活動休止を発表[1][2][3]。
- 2018年
  - 2月15日、6月8日〜10日に開催される『アニメネクスト2018』にゲストとして参加する事が告知された。本来は活動休止中で、ライブを含む一切の活動を停止している為、本来なら出演を引き受けることができる立場になかったものの、主催者であるアニメネクスト側から、熱心かつ手厚いオファーであった為出演を引き受けた。ドラムのOtsukiは本イベントに帯同出来ないため、サプライズゲストとして、親交の深いROOKiEZ is PUNK'Dのドラマー、Uを迎えた特別編成で参加[4]。
  - 7月18日、活動再開を発表[5]。

## ディスコグラフィー

### タイアップ
| 楽曲              | タイアップ                                                      | 時期       |
| ----------------- | --------------------------------------------------------------- | ---------- |
| One More Chance!! | テレビアニメ『ヘヴィーオブジェクト』1クール目オープニングテーマ | 2015年10月 |
| Never Gave Up     | テレビアニメ『ヘヴィーオブジェクト』2クール目オープニングテーマ | 2016年1月  |
| リフレインボーイ  | テレビアニメ『モブサイコ100』エンディングテーマ                 | 2016年7月  |

## ミュージックビデオ
| 監督             | 曲名                                                                     |
| ---------------- | ------------------------------------------------------------------------ |
| Tadashi Sugimoto | 「Little Love」「Say Goodbye」(吉沢明歩出演)「Young Hearts」「Nothinig」 |
| WAKAME           | 「Giving You Up」「Let It Shine」                                        |
| 太田大貴         | 「Fly Fly Fly」                                                          |
| 不明             | 「Just Tonight」「One More Chance!!」                                    |

## 主なライブ

### ワンマンライブ・主催イベント
- 2012年08月13日-09月29日（8公演） - Start Breathing Tour
w/Qualis/Buzz Vending System/Pulse Factory/Fold or Raise/ROOKiEZ is PUNK'D/But by Fall
- 2013年07月05日-08月15日（12公演） - “Follow Your Heart Tour”
w/ROOKiEZ is PUNK'D/04 Limited Sazabys
- 2013年09月28日 - ALL OFF Follow Your Heart Tour FINAL
- 2013年12月21日-2014年02月23日（11公演） - “Soundtrack For Your Lonely View Tour”
w/THE Hitch Lowke/THE WASTED/a crowd of rebellion/ANGRY FROG REBIRTH/ROACH/04 Limited Sazabys
- 2014年04月07日 - "Soundtrack For Your Lonely View"Release Tour<2/15 振替公演>
w/THE Hitch Lowke/But by Fall/THE WASTED
- 2014年07月20日 - ide:realism×ALL OFF presents Travel Report Page.20
w/A Barking Dog Never Bites/THE Hitch Lowke/ROOKiEZ is PUNK'D/Bring Into A Silence/Traffic Ticket

### 出演イベント
- 2012年06月16日 - FAKE FACE"DICHOTMIC"Release tour FINAL in NAGOYA-
- 2012年10月07日,08日 - UNIONWAY FEST 2012
- 2012年10月13日 - MINAMI WHEEL 2012
- 2012年11月04日 - UMBERBROWN presents ～DESTINATION TOUR2012～TOUR FINAL
- 2012年11月14日 - ROACH×Fake Face presents 叫音祭
- 2013年01月16日 - RIOT OF SILENCE
- 2013年02月03日 - BLOW OFF!!!
- 2013年04月13日 - 【NAGO-STEP!!!2013】DAY.7
- 2013年05月04日 - GOLD RUSH2013 Day.2
- 2013年05月05日 - THE GAME 10th anniversary AMBITIOUS!! Episode 10
- 2013年06月08日 - SAKAE SP-RING 2013
- 2013年07月18日 - NOID yuma presents [NOID] vol.22
- 2013年08月11日 - TREASURE05X 2013 10th Anniversary
- 2013年10月14日 - MINAMI WHEEL 2013
- 2013年11月22日 - SOUND GARAGE
- 2013年11月24日 - UMBERBROWN presents "ROCK ALL NIGHT" Release Party!!
- 2013年12月21日 - OVER LIMIT企画「MADE IN SKA2」JAPAN TOUR-RETURN-
- 2014年04月18日 - THE Hitch Lowke Presents KYOTO MUSE
- 2014年06月07日 - SAKAE SP-RING 2014
- 2014年06月29日 - AIR SWELL「The Beautiful TOUR 2014」
- 2014年06月29日 - ANGRY FROG REBIRTH「BRAVE NEW WORLD Tour2014 -9Cities-」
- 2014年07月19日,27日,8月6日 - FABLED NUMBER presents The DIE is cast tour 2014
- 2014年07月26日 - Break underG presents G-ROCK FEST vol.2
- 2014年08月02日 - ROCK IN JAPAN FESTIVAL 2014
- 2014年08月11日 - SILHOUETTE FROM THE SKYLIT presents 「The Reflections」レコ発 秒速300mで駆け抜けるツアー
- 2014年08月22日 - TREASURE05X ～burning diamonds～
- 2014年08月27日 - STARTING OVER-YOUR LAST DIARY 2nd Single Release Party!! x 心斎橋CLUB DROP 11th ANNIVERSARY-
- 2014年08月30日 - KITAZAWA TYPHOON 2014
- 2014年09月06日,07日 - a crowd of rebellion presents 「Calendula」release tour
- 2014年10月12日 - DIVING ROCK in KANAZAWA